# Ivan Kozák
Ivan Kozák (ur. 18 czerwca 1970 w Powaskiej Bysztrzycy) – słowacki piłkarz występujący na pozycji obrońcy. 

## Kariera klubowa
Kozák karierę rozpoczynał w 1989 roku w Dukli Bańska Bystrzyca. Występował tam przez pięć lat, a potem odszedł do 1. FC Koszyce. Z zespołem tym dwukrotnie wywalczył mistrzostwo Słowacji (1997, 1998), a także dwukrotnie wicemistrzostwo Słowacji (1995, 1996). Zdobył z nim także Superpuchar Słowacji w 1997 roku.
Na początku 1999 roku Kozák odszedł do niemieckiej Tennis Borussia Berlin występującej w 2. Bundeslidze. Zadebiutował tam 4 marca 1999 roku w przegranym 0:2 meczu z FC St. Pauli. W 2000 roku przebywał na wypożyczeniu w belgijskim KSC Lokeren. W tym samym roku spadł z Tennis Borussią do Regionalligi Nord.
W 2001 roku Kozák przeszedł do drugoligowego 1. FC Union Berlin, w którym spędził trzy kolejne lata. W 2004 roku wrócił na Słowację, gdzie grał w zespołach MFK Ružomberok oraz MFK Košice. W 2007 roku zakończył karierę.

## Kariera reprezentacyjna
W reprezentacji Słowacji Kozák zadebiutował 16 sierpnia 1994 roku w zremisowanym 1:1 towarzyskim meczu z Maltą. W latach 1994–2002 w drużynie narodowej rozegrał łącznie 38 spotkań.

## Dalsze losy
W czerwcu 2007 został kierownikiem i asystentem dyrektora sportowego MFK Košice. Od czerwca 2011 pełnił funkcję dyrektora sportowego tego klubu, którym był do grudnia 2014 W lipcu 2014 został przewodniczącym Unii ligowych klubów (Únia ligových klubov), organizacji zarządzającej rozgrywkami słowackiej ekstraklasy piłkarskiej.